# Von Ormy
Von Ormy – miasto w Stanach Zjednoczonych, w stanie Teksas, w hrabstwie Bexar.